# マシュー・ダダリオ
マシュー・クインシー・ダダリオ（Matthew Quincy Daddario、1987年10月1日 - ）は、アメリカ合衆国の俳優。テレビドラマ『シャドウハンター』（2016年 - 2019年）のアレック・ライトウッド役で広く知られている。

## 来歴
ニューヨーク市で生まれマンハッタンのアッパーイーストサイドで育った。母親のクリスティーナ・ダダリオは弁護士、父親のリチャード・ダダリオは検察官であり、かつてニューヨーク市警のテロ対策部門の責任者を務めたこともある。姉は女優のアレクサンドラ・ダダリオ。妹のキャサリン・ダダリオもモデル兼女優である。
父方の祖父は1959年から1971年までコネチカット州選出のアメリカ合衆国下院議員を務めた民主党のエミリオ・ダダリオ。イタリア系、イギリス系、アイルランド系、スロバキア系の血を引く。コレジエイト・スクールで学び、その後インディアナ大学ブルーミントン校で経済学を専攻し、2010年に卒業した。

## 経歴
2013年、ロマンチック・ドラマ映画『あなたとのキスまでの距離』でアーロン役を演じ、長編映画デビューを果たす。同年には、ヴィンス・ヴォーン主演のコメディ映画『人生、サイコー!』でチャニング役として出演。
2014年には、スポーツ・ドラマ映画『コーチ・ラドスール 無敵と呼ばれた男』でダニー・ラドゥセールを演じた。同作は実在の高校アメリカンフットボールチーム「デ・ラ・サール・スパルタンズ」の連勝記録を題材としており、ジム・カヴィーゼル、ローラ・ダーン、アレクサンダー・ルドウィグらと共演した。
2015年には、ティーン向けのコメディ・ドラマ映画『ナオミとイーライのキス禁止リスト』でガブリエル役として出演。同年5月、テレビドラマ『シャドウハンター:The Mortal Instruments』でアレック・ライトウッド役を演じることが発表された。原作はカサンドラ・クレアによるヤングアダルト小説『シャドウハンター』シリーズ。彼の演技はティーン・チョイス・アワードやGLAADメディア賞など、複数の賞にノミネートされ注目を集めた。ドラマは2016年1月12日に放送開始され、2019年5月6日に最終回を迎えた。
2016年には、イーライ・ロス製作のホラー映画『キャビン・フィーバー リブート』（キャビン・フィーバーのリメイク版)で主演の一人として出演。
2020年にはテレビシリーズ『Why Women Kill～ファビュラスな女たち～』のシーズン2に出演。スクーターという俳優志望の青年を演じた。キャラクターは「魅力的だが少しおバカ」として描かれている。

## 私生活
2017年12月31日、モデルのエスター・キムと結婚。2020年9月に第一子が誕生した。2024年2月には、キムが第2子を妊娠していることを明かし、同年7月に出産した。

## 作品

### テレビドラマ
| 年              | 題名                                    | 役名                   | 備考                                 |
| --------------- | --------------------------------------- | ---------------------- | ------------------------------------ |
| 2016年 – 2019年 | シャドウハンター:The Mortal Instruments | アレック・ライトウッド | メインキャスト                       |
| 2020年          | Tommy                                   | ブレイン               | 第11話「To Take a Hostage」          |
| 2021年          | Why Women Kill                          | スクーター             | シーズン2 メインキャスト             |
| 2023年          | ブルーブラッド 〜NYPD家族の絆〜         | ジョン・ディピエロ     | 第13シーズン第17話「Family Matters」 |
| 2024年          | Sister Wife Murder                      | ケイレブ               | テレビ映画                           |

### 映画
| 年     | 題名                                | 役名                 | 備考                             |
| ------ | ----------------------------------- | -------------------- | -------------------------------- |
| 2012年 | The Debut                           | ピーター・ハンブル   |                                  |
| 2013年 | あなたとのキスまでの距離            | アーロン             |                                  |
| 2013年 | 36 Saints                           | セバスチャン         |                                  |
| 2013年 | 人生、サイコー!                     | チャニング           |                                  |
| 2014年 | コーチ・ラドスール 無敵と呼ばれた男 | ダニー・ラドゥセール |                                  |
| 2015年 | Growing Up and Other Lies           | ピーター             |                                  |
| 2015年 | ナオミとイーライのキス禁止リスト    | ガブリエル           |                                  |
| 2016年 | キャビン・フィーバー リブート       | ジェフ               |                                  |
| 2016年 | The Last Hunt                       | マティアス           | 短編映画、監督・製作総指揮も兼任 |
| 2021年 | Trust                               | オーウェン           |                                  |
| 2021年 | Wild Game                           | ドニー               |                                  |
| 2022年 | Into the Deep                       | ベン                 |                                  |
| 2024年 | Party People                        | マーティ             |                                  |
| 2025年 | The Italians                        | ニコ                 |                                  |

## 受賞歴
| 年     | 対象作品         | 賞                           | 部門                                                      | 結果       | 備考 |
| ------ | ---------------- | ---------------------------- | --------------------------------------------------------- | ---------- | ---- |
| 2016年 | シャドウハンター | ティーン・チョイス・アワード | Choice TV: ブレイクアウト・スター                         | 受賞       |      |
| 2016年 | シャドウハンター | MTVファンダム・アワード      | ベスト・カップル賞（ハリー・シャム・ジュニアと共に）      | ノミネート |      |
| 2017年 | シャドウハンター | ティーン・チョイス・アワード | Choice TV: SF/ファンタジー男優賞                          | ノミネート |      |
| 2017年 | シャドウハンター | ティーン・チョイス・アワード | Choice TV: カップル賞（ハリー・シャム・ジュニアと共に）   | ノミネート |      |
| 2017年 | シャドウハンター | ティーン・チョイス・アワード | Choice TV: キスシーン賞（ハリー・シャム・ジュニアと共に） | ノミネート |      |
| 2018年 | シャドウハンター | ティーン・チョイス・アワード | Choice TV: SF/ファンタジー男優賞                          | 受賞       |      |
| 2018年 | シャドウハンター | ティーン・チョイス・アワード | Choice TV: カップル賞（ハリー・シャム・ジュニアと共に）   | ノミネート |      |